# 어떻게 헤어질까
"어떻게 헤어질까"는 2016년에 개봉한 대한민국의 영화이다.

## 캐스팅
- 서준영 : 나비 역
- 박규리 : 이정 역
- 이영란 : 마장순 역
- 김강현
- 최희서 - 정민 역
- 백도빈
- 이상훈 : 택시운전사 역
- 이규회
- 김현빈
- 이봉련 : 스시장인 딸 역
- 전성애
- 정중엽
- 곽동철
- 문영수
- 한세연